# Atlético Clube de Bissorã
L'Atlético Clube de Bissorã est un club bissau-guinéen de football basé à Bissorã.

## Palmarès
- Championnat de Guinée-Bissau de football
  - Champion : 2011
  - Vice-champion : 2005

- Coupe de Guinée-Bissau de football
  - Finaliste : 2005

- Supercoupe de Guinée-Bissau de football
  - Finaliste : 2005 et 2011